# Lista drumurilor județene din județul Vaslui
În Județul Vaslui sunt 935 km de drumuri județene.
Acestea sunt:

[1]     DJ243 :  Pornește din DN24 din Bârlad, se intersectează cu DJ243B care conectează Bârladul  de Ciocani și de Parincea, apoi urmează o intersecție cu DJ243D la Km 7 care duce la Perieni ,apoi cu DJ243A care duce din nou la Ciocani, dar se îndreaptă către Ivești. Trece prin Pogana și mai are o intersecție cu DC138 (duce la Măscurei), DC83 ( Duce la Tomești) și DJ245A lângă Iana la Km 18. Trece prin localitățile Vadurile și Iezer, apoi din acesta pornește DC95 din Puiești și DC 96 spre Cristești. La Fântânelele se conectează cu DC97,apoi la Km 40 se intersectează cu DC 100 și DJ243C. Trece prin Rădeni unde mai are intersecții cu DC139, DC100A și DC140. Se termină în DN2F lângă Dragomirești.                                                                           
Acest drum județean are o lungime de 52 km și reprezintă  jumătate din Drumul Bârlad-Bacău.
[2]    DJ243A:  Pornește din DJ243 de lângă Pogana,continuă către Ciocani, Ivești, Pogonești,Tutova, apoi înspre est duce la Crivești, Sălceni,Pochidia și la Cotoroaia se termină în DJ251B. 
Județe traversate: VS, GL
Lungime:40 km
Intersecții:   -DJ243 lângă Pogana
```
                     -DJ243B la Ciocani 
                     -DN11A la Ivești 
                     -Traseu comun cu DN24 (2km)
                     -DC76 la Crivești 
                     -DC147 la Sălceni 
                     -DC77A la Pochidia 
                     -DJ251B la Cotoroaia 
```

1. 1 2  „Driving directions, traffic reports & carpool rideshares by Waze” (în engleză). www.waze.com. Accesat în 20 iunie 2024.